# William L. Ward

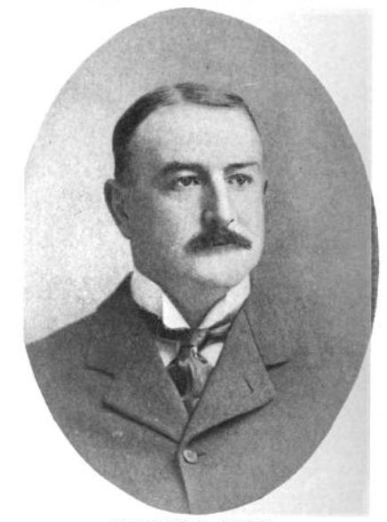
William Lukens Ward (1904)

William Lukens Ward (* 2. September 1856 in Pemberwick, Connecticut; † 16. Juli 1933 in New York City) war ein US-amerikanischer Politiker. Zwischen 1897 und 1899 vertrat er den Bundesstaat New York im US-Repräsentantenhaus.

## Werdegang
William Lukens Ward wurde ungefähr fünf Jahre vor dem Ausbruch des Bürgerkrieges in Pemberwick in der Town von Greenwich im Fairfield County geboren. Die Familie zog 1863 nach Port Chester im Westchester County. Er besuchte das Friends Seminary in New York City und graduierte 1878 an der Bergbauschule des Columbia College in New York City. Danach ging er in Port Chester der Herstellung von Bolzen, Muttern und Nieten nach.
Politisch gehörte er der Republikanischen Partei an. Er war mehrere Jahre lang Vorsitzender des Republican State Committee. Bei den Kongresswahlen des Jahres 1896 für den 55. Kongress wurde Ward im 16. Wahlbezirk von New York in das US-Repräsentantenhaus in Washington, D.C. gewählt, wo er am 4. März 1897 die Nachfolge von Benjamin L. Fairchild antrat. Er schied nach dem 3. März 1899 aus dem Kongress aus.
Nach seiner Kongresszeit ging er in Port Chester wieder seinen früheren Herstelleraktivitäten nach. Zwischen 1904 und 1912 saß er im Republican National Committee. Am 16. Juli 1933 starb er in New York City und wurde im Familienmausoleum auf dem Kensico Cemetery in Valhalla beigesetzt.